# 牙 (アニメ)
『牙 -KIBA-』（きば）は、2006年4月2日から2007年3月25日までテレビ東京系列で放送されていたテレビアニメ。

## 概要
アメリカ合衆国のトレーディングカードゲーム会社最大手、アッパーデック社とのタイアップの元、カードゲーム『牙』のテレビアニメ版として展開され、米国での放送も行われた。
従来のカードゲーム系アニメにありがちな、商品（本作の場合はカードの図案となる「スピリット」）ばかりをクローズアップする展開ではなく、あくまでも主軸を人間ドラマに置き、販促よりも物語を最優先する丁寧な作品作りが特徴である。監督の神志那弘志は、雑誌のインタビューで「子供向けの枠だからといって、子供に媚びる展開には絶対しない（子供が楽しめない展開にすると言う意味では無い）」と言い切っており、シリーズ構成を務める井上敏樹の作風とも相まって、時に子供向けアニメとは思えない非常に重く、ハードな物語も展開された。登場するキャラクターはカードゲームと基本的に同じだが、その設定や物語上での扱いは別物となっている。カードゲームの売上はヒットへは行かずとも悪くは無く、シリーズ延長やアニメの続編制作の打診もあったが、スタッフが「一年でやりきった」ことを理由に打診を断った。
この番組から2007年後期の『メイプルストーリー』までソニー・ミュージックエンタテインメント(SME)とアニプレックスが日曜8時30分枠のスポンサーに就いている。
テレビ東京の日曜8時30分枠としては最後の非ハイビジョン制作アニメでもある。

## あらすじ
無機質で閉鎖的な世界「カーム」に住む少年、ゼッドは、「扉や門を壊せば違う世界に行ける気がする」という思いにとらわれて街を破壊して回り、学校や警察から追われていた。親友のノアは彼を心配するが、彼の事情を知っているだけに何も言えない。ゼッドの母であるサラは精神を病んでおり、病室で日々を過ごしていた。
そんなとき、ゼッドを追って来た教師が突如豹変し、狂人となってゼッドに襲い掛かる。それに呼応するように廃人だったはずのサラは正気を取り戻し、得体の知れない力を使って教師と戦う、何が何だか解らないまま、必死で警察から逃げ回るゼッド。追い詰められたとき、彼のもとに現れたのは、巨大な光の渦だった。無我夢中で渦の中に飛び込むゼッド。やがてたどり着いたのは、「シャード」の力を使う能力者「シャードキャスター」が戦う、戦乱の異世界だった……。

## 世界設定
本作の世界は、シャードが存在しない近未来的な世界「カーム」と、シャードキャスターたちによる戦乱の世界「シャード世界」に分かれる。シャード世界は、様々な自然・文化・政治形態を持つ8つの領域（国家）からなり、各領域はシャードキャスターによる「シフティング」によってのみ移動可能。
カーム
ゼッド、ノア、サラの出身地。機械文明が発達した、現実の現代に近い世界で、シャードは知られていない。機械が排出するガスにより空気はよどみ、人々はマスクなしでは歩けない。
テンプラー
ゼッドが最初にやってきた領域。「博愛と調和」の精神の下に共和制を取る、緑豊かな平和の国。ジーコ、セバスチャン、カーンら7賢人によって統治される。戦力になる優秀なシャードキャスターがほとんどおらず、軍事力は非常に脆弱。対策としてネオトピアと同盟を結んでおり、賢人の中にはネオトピアからの出向者も存在する。ネオトピアとジーモットの戦争の際には、静観することでダメージを受けることなく生き残ることに成功した。
ネオトピア
ノアが最初にやってきた領域。テンプラーの同盟国。「絶対規律」を標榜する、厳しい戒律に縛られた封建国家。少しでも戒律を破った者は、例外無く処罰の対象となり処刑され、さらに一族も連帯責任として辺境のウルバークスへ追放される。ただし、追放者でシャードキャスターの才能があれば残留できる。その後タスク・ジーモット連合軍に攻め込まれ、ハイラムが死んだことにより滅び、タスクの領土となった。
ジーモット
絶対主義国家。王家を失い、さらにヒューが死んだことによりタスクの属国となった。「力こそが全て」が国全体を貫くモットーで、いかなる悪辣な手を使おうとも強者が国を手に入れることが認められる国。その精神ゆえに短い間に何度も代替わりが続き、最終的にはタスクの体制崩壊により生き残ったエルメイダが王となった。
タスク
軍事国家にして、他の領域からは「悪の枢軸」と称される。全身に毛が生え、4本の腕、翼などを持つ獣人（けものびと）、姿は人間だが肩に角を持つタスク人の2つの民族が居住する。世界を創造したといわれる伝説の神タスカーの復活を願い、全てのキースピリットを集めようとしている。獣人ガリを国王としているが、実際にはジーム、ギトラ、デュケム、モーリマが最高幹部として実権を握っている。そしてデスパラ、モロッコ、ノーマンらの貴族を下級幹部としている。幹部達は全員仮面をつけている。キースピリットを巡る戦いで、ガリと最高幹部が全て死亡しミレッドも記憶を失ったために体制が崩壊した。
なお、「タスク（TUSK）」とは「牙」という意味。
ウルバークス
ネオトピアを追われた技術者達の科学大国。その科学力でシャードキャスターを機械化させ、スペル・シャードやスピリット・シャードの召喚時間を短縮させた。シャードの才能が無くとも機械化により使用可能となる。さらに腰に付けているアイテムは相手のスピリットの分析や敵の位置を確認できる代物。タスクにその技術力を狙われ一時崩壊するが、ギンガ達の手によって徐々に修復されつつある。食料はおろか、飲み水すらない辺境の地で毎日が嵐に見舞われている。
シーカーズ
浮遊要塞で生活しているリオンの末裔達を示す。各領域では伝説的存在で、存在しない物だとされていた。キースピリットを一箇所に集めようとするタスクとは対称的に、キースピリットを一箇所に集めないために影で動いている。
カルブ・フー
ジーモットの属国。国民は闇の訓練場で強制的にジーモット兵の訓練を受け、捨て駒として利用されている。その後、カルブ・フーの戦いで壊滅的なダメージを受け、故郷を棄てざるを得なくなった。住人は卵生で、えらによる水中呼吸が可能という特性を持つ。

## 用語
シャード
シャード世界の者が使用する、魔力が結晶化したエネルギー体。大きさはビー玉程度。大きくは「スペル・シャード」と「スピリット・シャード」に分かれ、普段は体に埋め込んで携帯する。一般人も使用できるが、戦闘を行うにはそれなりの修練が必要。
シャードキャスター
シャードを使う者の総称。シャードキャスターは、体のどこかにある紋様にシャードを収納し、そこから取り出して使用する。
スペル・シャード
シャードキャスターが使用するシャードの1つ。通信や盗聴などに使う他、敵に投げつけて攻撃したり、武器や防具にはめ込んで威力を増加させたりと、その使用法は多岐にわたる。
スピリット・シャード
シャードキャスターが使用するシャードの1つ。大きさはゴルフボールの倍程度。シャードキャスターが召喚する精霊。人間型からクリーチャーまで、その姿は千差万別。相手のスピリット・シャードは相手を倒すか奪うことで自分のものとして使用することも可能。何個でも所有可能なため他者からスピリット・シャードを強奪しコレクションにする「スピリット・コレクター」も存在する。強力な力を持つが、シャードキャスターにしか使用することは出来ず、さらに使いこなすにも修練が必要。自身の精神力以上の力を持ったスピリットは、使用者の精神を破壊することも。使用者が死んだ場合そのスピリット・シャードは自然界へ還る。
シフティング・シャード
シャードキャスターが使用するシャードの1つ。シャードの類では比較的に希少なシャード。他空間移動に使用する。各領域はシフティングの探知や何処へシフティングしたか詳細に知ることができ、さらに妨害し他の領域へ落とすことも可能。
ムーヴ・シャード
シャードキャスターが使用するシャードの1つ。シャードの類ではシフティングほどではないが比較的に希少なシャード。シフティングと異なり、領域内の移動に使用する。特に、無数の浮遊する島で構成されるタスクの移動には不可欠。
ヒーリング・シャード
シャードキャスターが使用するシャードの1つ。シャードの類ではシフティングほどではないが比較的に希少なシャード。傷や病の治療に使用する。
キースピリット
スピリットの中でも特に強大な力を持つと思われる謎のスピリット群。「アミル・ガウル」「プロニモ」「サチュラ」「モナディ」「シャディン」「デュナミス」の6つが存在する。上級シャードキャスターならば使用可能だが、「アミル・ガウル」のみ自身が選ばなかったシャードキャスターが使用すると拒絶反応を起こし、全身に激痛が走り、体内から排出するまで体を蝕み、時には死をも与える。
ジャウスト
各領域で開かれる、シャードキャスターによる大会。テンプラーのジャウストは1年に1度開かれ、降参か場外で勝負が決まる。優勝者には名誉のみが与えられ、実利はない。少年少女だけで開かれるJr.ジャウストも存在する。ジーモットのジャウストは不定期で開かれ、勝負は生死によってきまる。優勝者には幹部への挑戦権が与えられる。また、ネオトピアは絶対規律の正しさを誇示するため、各領域の精鋭シャードキャスターを集めての領域間対抗ジャウストを行った。

## 登場人物

### 主要人物
ゼッド
声 - 吉野裕行 / 幼少時代 - 平田宏美
15歳。本作の主人公。カーム出身。テンプラーのシャードキャスター。タスカーに選ばれた真の救世主。
銀に近い白髪の少年。左側の袖のない赤いコートを着用している。父を知らず、物心ついてから物語開始時点まで、母親のサラは廃人状態だった。唯一ゼッドが心を許していたのは、親友のノアだけだった。
素行が非常に悪くカームでは問題児として疎まれていたが、謎の怪物に襲われたことを発端に、風に導かれるように異世界テンプラーへたどり着き、シャードキャスターとして覚醒し、テンプラーの戦士として戦うことになる。血の気が多く、特に上の立場から命令されることには強く反発するが、反面正義感は強く、目的のためには黙々と努力することも厭わない真面目な性格の持ち主でもある。最初は力を貪欲に求めていたが、複雑な事情を持つ様々な人々との出会いと別れ、激しい戦いの中で多くの悲劇を経験したことにより、シャード世界の戦乱を止めることを決意し、戦乱の原因になるキースピリットの回収を目指す。
全てのキースピリットを集め救世主となろうとしたノアの身代わりになり、一時はタスカーに取り込まれたが、母サラを戦いに巻き込んだ老師ジーコへの怒りで自分を取り戻し、アミル・ガウルと共に分離。アミル・ガウルとともに、不完全になったタスカー（アミル・ガウルとゼッドが抜けたため）を圧倒、撃破する。その後、「アミル・ガウル」と一体化し、飛行能力と次元移動の力を手に入れ、別世界へと姿を消す。所持するスピリットは、ジーモットの試練で手に入れた「ランボス」とキースピリット「アミル・ガウル」。
ノア
声 - 堀江一眞 / 幼少時代 - 矢口アサミ
15歳。ゼッドの無二の親友。カーム出身。元精鋭部隊「ネオナイツ」の1人。
ゼッドとは対照的に真面目で品行方正な優等生で、生徒会長をつとめていた。幼い頃から病を患っており、療養のため特殊なコルセットを身体に装着している。発作に苦しみながらも、いつも笑顔を忘れない優しい穏やかな性格で、他人と衝突しているゼッドを心配していた。
ゼッドと時を同じくして、ネオトピア幹部ダイアナにより、「ネオトピアの救世主」として召喚されるが、異世界人のノアを保護したためにネオトピアの村が処罰を受け崩壊したことにショックを受け、シャードキャスターとして覚醒する。その後ジーモットにシフティングし、放浪の民の少女サギリに救われる。放浪の民たちの好意のもとノアは平和に暮らしていた。しかし、彼らが故郷リオンへ運ぶ箱の中に入っていたスピリット「サチュラ」が、ノアに反応して覚醒し、暴走してしまう。そのため、放浪の民たちはサチュラの力で消滅し、サギリにも重傷を負わせてしまう。自分の強大な力を恐れ混乱したノアは、そこに現れたダイアナによってネオトピアに連れ去られる。力を利用しようとするダイアナをノアは拒んでいたが、言葉巧みに「絶対規律」の理念によって洗脳されていき、ネオトピアを守るためネオトピア軍に入隊する。精鋭部隊ネオネイツの戦士として活躍するも、性格は変貌してゆき、かつて自分を助けた少年キースをも絶対規律のもと無慈悲に殺害する冷酷な人間となってしまった。しかし、ネオトピア侵略戦争でハイラムを始め護るべき人々を失ってしまう。信じて疑わなかった絶対規律が崩壊するさまを目の当たりにし、放心状態となり行方不明になるが、タスクの衣装で再び登場。一人称が「僕」から「私」に変わるなど言動に変化が見られ、何者にも揺らがない「絶対的な力」を求めてタスクに渡り、ドルガー卿と名乗り、ジームの配下に取り立てられる。一度はタスカーに乗っ取られるが、自分が世界を滅ぼすような力を求めていたのではないことに気づき、ゼッドに助けられる。タスカー消滅後はロイアの看護を受けながらテンプラーで療養している。所持していたスピリットはキースピリット「サチュラ」。
ロイア
声 - 水樹奈々
16歳。本作のヒロイン。ジーコの愛弟子。タスク出身。テンプラーのシャードキャスター。
黒いショートヘアの少女。トップスはチョリに似た黄色い長袖、ボトムスは白いハーレムパンツで、一見するとベリーダンス衣装（ベラ）のようであり、全体的な露出度はそこまで高くないものの、お腹・おへそが剥き出しになっている。幼い頃、タスクで父親の手先に殺されようとしたところをジーコに助けられ、テンプラーへやってきた。喜怒哀楽がはっきりしている。快活で心優しい、誰にも慕われる少女。タスクにいた頃の記憶はなく、物語中盤で母親と再会。タスクで自身の生い立ちを知り、一時は自分の進むべき道を見失ったが、デスパラに憑依していた母親からヒーリング・シャードを与えられたことで自分の道を見いだす。当初はロベスに熱をあげるなどややミーハーなところもあったが、徐々にゼッドに魅かれる。戦いが終わった後は看護士の仕事を勤めている。タスカー消滅後、行方不明になったゼッドとは再び会えると信じ、その日を心待ちにしている。所持するスピリットは「アプカレル」。

### テンプラー
ジーコ
声 - 大木民夫
79歳。テンプラー7賢人の1人。テンプラーのシャードキャスター。
テンプラーのリーダー的存在。食えない性格の好々爺で、ゼッドの無茶も軽くあしらうがことロイアのこととなると何も出来ない人間臭い一面も。ハイラムとは過去に因縁がある様子。ゼッドの母であるサラとは因縁があり、「アミル・ガウル」が選んだ人物を彼女と勘違いし、カームから力ずくで連れ去り、シャードキャスターとして育成させるほど力を貪欲に求めていた。タスカーによって暴走したアプカレルの攻撃からロイアをかばい死亡するが、精神だけでゼッドをいさめた。ある意味でこの物語が始まるきっかけを作った人物。所持するスピリットは「ファイロン」。
ロベス・レドンド
声 - 三木眞一郎
30歳。ジャウストの現チャンピオン。テンプラーのシャードキャスター。
テンプラーの貴族、レドンド家の生まれ。ナルシストで浪費癖が激しく、かつキザで嫌味な性格。しかし、幼い頃から仕えている執事のじい（麻生智久）には優しさも覗かせる。端整なルックスとその強さで女性を中心にファンも多いが、その実は没落貴族で家計は火の車である。家計を支えるべく、怪盗「ノーフェイス」として世間を騒がせたことも。所持するスピリットは「ベラドンナ」。ノーフェイス騒動の後、ゼットたちに協力し、シャード大会などにも出場したが、女性ファンと食事をしている間に試合をすっぽかすという失態を晒してしまった。タスク潜入のさいにも同行している。登場人物の死亡率が非常に高い本作品において、幾度となく死の危険に晒されながらも生き残った強運の持ち主である。
ミッキー
声 - 中本順久
15歳。シャードキャスター見習い。
良く言えば優しく、悪く言えば臆病で頼りない少年。シャードキャスターとしては未熟。デュマスを尊敬する弟子だったが、デュマスが死亡したことを聞き落胆。なお、このときゼッドとロイアの気遣いにより、デュマスの正体については知らされていない。デュマスのスピリット「スラグナ」に意識を乗っ取られ暴れてしまったことも。デュマスの死後、生活のためにパン作りを始める。才能があったらしくシャードキャスター以上にパン作りにのめり込み、ついに店を持つばかりか支店まで持つに至った。当初はロイアを好いていたが、パン配達の最中に知り合ったレドンド家のメイド、ピーノ（井上麻里奈）と恋仲になり、バカップル化。所持するスピリットは「アルマドル」と「スラグナ」。
シュクラムクス・デュマス
声 - 家中宏
37歳。ジャウストの元チャンピオン。テンプラーのシャードキャスター。
奴隷出身の家系で、手には奴隷一族であったことを示すあざが浮かんでいる。寡黙かつ真面目な性格で、ミッキーをはじめ多くの人々に慕われていたが、その正体はジーモットのジョーカー（スパイ）。奴隷の立場を改善するために努力を重ね、ついにシャードチャンピオンとなるが、結局は実のない名誉が与えられるだけであった。そのため自らの体に流れる奴隷の血を嫌悪し、成り上がるためジーモットに従う。その後ゼッドに敗れ、グラウジオに処刑される。所持していたスピリットは「スラグナ」。
セバスチャン
声 - 佐々木梅治
テンプラー7賢人の1人。
ジーコとは対照的に厳格な性格。しかしジーコとは最も親交が深く、賢人会議を休みがちなジーコの意見を代弁する役割を担っている。また日々ジーコの無茶の後始末に心労が絶えない。所持するスピリットは「ガーディアン」。
ディミトリ・カーン
声 - 有本欽隆
テンプラーの「管理者」として7賢人の下で政治を司る。一見すると堅物に見えるが、ジーコの行動にも理解を示すといった柔軟な一面もある。評議会には彼の父親の姿もある。

### ジーモット
レベッカ
声 - 井上麻里奈
18歳。ジーモット旧王家の最後の生き残りである王女。
ジーモットに囚われていたが、ジーモットのテンプラー出兵の隙をついて脱出。現勢力打倒・王家復興のための協力を求めにテンプラーへ向かい、そこでゼッドと出会い、彼の持つ力に惹かれていた。その後、かねてからのレベッカの自分への恋慕を利用したヒューの策略で強制的に彼と結婚させられ、封印されていたスピリット「プロニモ」を奪われ国を放逐される。全てを失い呆然状態で放浪していたが、ジーモットから虐げられていたカルブ・フーの民達を鼓舞し、先陣を切りジーモットと戦う決意をする。しかし、その目的はヒューへの復讐であり、その憎しみゆえに我を忘れ、ジーモットからの使者を宣戦布告として殺害し、生け捕りにした兵を拷問するなど冷酷な所業も辞さなかった。それをゼッドに指摘され、心を揺らされ、戦いの最中に古き友人であり、カルブ・フーの線長、ケンプ（加瀬康之）に説得され自我を取り戻すが、その戦いでエルメイダに重傷を負わされてしまった。最期は自らの心を取り戻し、民達の安寧を望みながら死亡した。配下にはエルダ（松下こみな）とフィリップ（森訓久）がいた。所持するスピリットは「アリエル」。
バッカム
声 - 宝亀克寿
ジーモット前国王。レベッカの父。
ジーモットの精神に深く耽溺した冷徹な王で、その思想は、自らを殺そうとしたヒューを「ジーモットの精神に従った」と賞讃するほど徹底していた。娘であるレベッカのことは溺愛していたが、結局その思想と娘への愛をヒューに利用され、王家秘蔵の「プロニモ」を奪われた直後に殺された。
ヒュー
声 - 山口勝平
21歳。ジーモット3幹部の1人。ジーモット国王。
口にマスクをしている。性格は厳格かつ冷徹で、自らの目的のためならどんな犠牲や罪も厭わない非情な男。キースピリットの奪取を目的としてジーモットとカルブ・フーを制圧し、現在の地位を獲得する。タスクとも深い関係を持っており、タスク4幹部ジームの命に従っているが、キースピリットを渡す気はない様子。ゼッドの宿敵で何度となく戦いついに、ゼッドから「アミル・ガウル」を奪って使用するも拒絶反応を起こし、自分がすべてのキースピリットを所持できない運命にあることを知り絶望。「自身に従わないキースピリットをすべて破壊する」という信念を胸に、口布をはずした。口布の下は耳元まで裂けた獣の口であり、獣人の身であった。その後、ネオトピア侵略戦争でネオトピアを壊滅させるが、ゼッドとの戦いに敗れ死亡した。自身が死亡した後は「ジーモットの精神」の通り、エルメイダに国王の座を奪われた。所持していたスピリットはキースピリット「プロニモ」。
エルメイダ
声 - 葉月絵理乃
ジーモット3幹部の1人。
詳しくはタスクの項を参照。
ヌデュー
声 - 近藤隆
ジーモット3幹部の1人。
グラウジオ失脚後、幹部に選ばれた男。爬虫類のような尖った瞳と長い舌が特徴的。野心家で、ヒューを倒してジーモットの王になろうと息巻くが、実力が伴っていないためどうにも口だけの感が否めない。だが変貌したヒューに畏敬し、大人しく命に従っている。ネオトピア侵略戦ではゼッドとノアの監視をしていたが、隙を突いて脱出され、それを阻止しようとするもノアに殺される。所持するスピリットは「マラキア」「ソロモス」「ペンドラ」「クリーパー」。
グラウジオ
声 - 遠藤綾
13歳。元ジーモット3幹部の1人。
耳に覆いをつけており、ヒュー、エルメイダと合わせ「見ざる・聞かざる・言わざる」。子供ながら3幹部に相応しいだけの力がある。残虐な性格で快楽殺人者。デュマス処刑後、ゼッドに敗れ再起不能にされる。所持するスピリットは「ラグアント」。

### タスク
ガリ
声 - 西前忠久
獣人。タスク国王。
タスクを治める国王だが、獣人を利用するために、タスクの実権を握るジームが置いた飾り物の王に過ぎない。ネオトピア侵攻の際ヒューと争い、殺される。配下にはゲゲ（奈良徹）とジェバ（武内健）がいた。
ミレッド
声 - 森永理科
「タスクの救世主」である女性。暗殺などから身を護るためタスク城に軟禁されている。そのため唯一の楽しみはギトラのパイプオルガンである。生まれながらにキースピリット所持し、それを奪取しようとしたノアによって連れ出される。ジームの集めたキースピリットを全て手にしてタスカーを復活させるが、拒絶反応を起こし記憶と共に全てのキースピリットを失ってしまう。その後はギトラに保護された。所持していたスピリットはキースピリット「デュナミス」。
ジーム
声 - 近藤隆
タスクの最高幹部の1人。
タスクの頂点に立つ幹部の中でも、リーダー的な立場にいる男。ヒューとエルメイダを配下に置き、キースピリットの奪取を画策させ、タスカー復活を目論む。タスクの衰退を阻止し、繁栄を望んでいる。手段を選ばず結果を重視するため誇り高いデュケムや実弟のギトラと対立している。キースピリットの円に不用意に入り込み、「デュナミス」の攻撃により死亡。所持するスピリットは「ガリュウ」。
デュケム
声 - 武内健
タスクの最高幹部の1人。
タスクの中でも情に厚く、部下思いだが、諦めを口にする者には容赦しない。ウルバークス侵攻戦では自ら指揮を取る。戦士として誇りが高い。タスクに侵入したゼッドと戦うが敗れ行方不明になり、その後ゼッドと再戦するも敗死する。ギンガの元上司。配下にミゲル（浜田賢二）がいる。所持するスピリットは「ドゥームプリッツ」。
モーリマ
声 - 寺田はるひ
タスクの最高幹部の1人で、そのうち唯一の女幹部。
ウルバークス侵攻戦でデュケムと共に指揮を取る。タスカーに心酔しており、タスカー復活に対して、幹部でもっとも執心しているが、実は密かに思い通りに動かないミレッドを除こうと画策している。タスカーに身体を乗っ取られたドルガーに接触しようとし殺される。
ギトラ
声 - 寺島拓篤
タスクの最高幹部の1人。ジームの実弟。
議会には滅多に出席せず、幹部内でも変わり者扱いされている。幹部の仕事に興味が無くパイプオルガンを弾く毎日。兄であるジームの行動には懐疑的で対立しており、キースピリットの必要性やタスカー復活に疑問を抱いている。考古学者の思考を持つのか、スピリットやスペルの化石を集めており、シャード誕生の真実を求めている。生まれた時から軟禁されているミレッドを自由にするため、ゼッドに協力する。ミレッドが記憶を無くした後は、彼女と共に生きることを決意した。所持するスピリットは「ガイザー」。
エルメイダ
声 - 葉月絵理乃
16歳。元ジーモット3幹部のうち唯一の女幹部。力至上主義の残忍な性格。それゆえヒューの専制にも反発しているが、同時にヒューの力を誰よりもよく知るため、大人しく従っている。カルブフー侵攻戦で活躍し、指導者のレベッカを殺害した。その実態はタスクから来た監視役であり、ヒューの死亡後タスクへ帰還した。眼を隠すマスクをしていたが、ヒューが死んだ際に外し、彼の死体に供えていった。物語終了まで生き残った数少ない人物。ラストシーンではタスク崩壊後、ジーモットに戻り、新たな国王と体制のもと軍備を進めていた。所持するスピリットは「ザクーア」。
モロッコ
声 - 麻生智久
タスクの貴族で幹部の一人。ロイアの父。
元々はロイアを可愛がる普通の父親だったが、ロイアが自分を殺すことになるという予言者グルジェフの言葉に惑わされ、デスパラを差し向けてロイアの殺害を謀る。後にタスクに現れたロイアを再度殺害しようとするが、ジェサラの人格が現れたデスパラに阻止され、逃走しようとしたところをデスパラの側近でテンプラーのジョーカー、クラウドの手で殺された。
デスパラ
声 - 平田宏美
タスク人。幹部の一人だが、階級は低い。モロッコの部下。
ロイア殺害を請け負い、ロイアを崖へ落下させ母親のジェサラ（井上麻里奈）の殺害に成功するも、ジェサラが死ぬ寸前に放ったシャードの力で魂を乗り移られ、2重人格のような状態に陥る。ジェサラの呪縛から逃れるべくロイアを再度殺害しようとするが、ロイアがモロッコの凶刃にかかる寸前にジェサラの人格が現れ身代わりとなった。そのときに負った傷が元で死亡した。カードゲームではメインキャラクターの一人であり、アニメとかなり扱いにギャップのあるキャラの一人である。
ノーマン
声 - 花輪英司
タスクの貴族で幹部の一人。
モロッコのライバルで、モロッコを失脚に追い込むためにロイアを養女にした。ガリの命令でロイアを差し出そうとするが、ゼッドに館を壊されロイアを救出されてしまった。
クラウド
声 - 奈良徹
タスクの幹部デスパラの側近。その正体はテンプラーのジョーカーで、長い間タスクに潜伏していた。潜伏中にジェサラと恋に落ちる。デスパラの計略によりジェサラが死亡してしまうが、ジェサラがデスパラに乗り移ったことで、デスパラに手を出せなくなる。
グルジェフ
声 - 喜田あゆ美
タスクの預言者。ロイアが呪われた子であると予言した。

### ネオトピア
ハイラム・マキシマム
声 - 麻生智久
80歳。ネオトピア教皇。
かつてはジーコの友人だったが、10年前に起こったある事件をきっかけに、「絶対規律」の理念に目覚め、絶対規律に則った全領域の支配を目論む。ジーモットとの戦争の際に捕らわれ、ヒューに捕虜となっていた民衆を絶対規律に従って殺すように命令されるもできず、苦悩の末に自らの命を絶った。
ダイアナ
声 - 引田有美
ネオトピア幹部。
ノアをネオトピアに召喚し、絶対規律に忠誠を誓わせた張本人。絶対規律に心酔しており、ハイラムの信頼も篤い側近。だが、「絶対規律」を唱えるも国を護れなかったばかりか自身の保身ばかりに走るハイラムに愛想を尽かし、自身がノアと共にネオトピアの絶対正義を護ることを決心。ゼッドと共にハイラムをヒューに差し出した。その後ストゥーバ地下でサラと対峙し、建物の崩壊に巻き込まれ死亡したと思われていたが、実は生きており重傷を負いながらも、ノアを追ってタスクへ向かった。ノアには恋愛感情に近い想いを寄せている。本作で物語終了まで生き残った数少ない人物。所持するスピリットは「フーナム」。
キーラ
声 - 松下こみな
20歳。精鋭部隊「ネオナイツ」の1人。
気が強く、男勝りな性格をしているツンデレ。自覚はないが、ノアに惹かれている。本名はチェルシアで、ヘリックとは幼少時に生き別れになった実の兄妹だが、結局最後まで彼の正体を知る事はなかった。所持するスピリットは「ブーバリス」。
チャベス
声 - 奈良徹
精鋭部隊「ネオナイツ」の1人。
ハイラムの命令で一個小隊の兵を率いてゼッドをネオトピアへ連行するが、ネオトピア到着後、部隊共々全滅させられる。所持するスピリットは「モーフィアス」「キュリアス」。
ブライアン
声 - 武内健
精鋭部隊「ネオナイツ」の1人。
ネオトピア侵略戦では城を囲む第1防御壁を死守していたが、突破されたと同時にヒューに殺される。所持するスピリットは「モーフィアス」。
アレック
声 - 立花慎之介
精鋭部隊「ネオナイツ」の1人。
ネオトピア侵略戦では城を囲む第2防御壁を死守していたが突破された。首都陥落後、生き残ったネオトピア兵をまとめハイラム達と共にストゥーバに立て篭もる。ネオトピア崩壊後、キーラと共に生き残りのネオトピア人の治療などに専念していた。所持するスピリットは「ペテリオス」。
キース
声 - 奈良徹
ノアが初めて召還された村で出会った少年。自由を愛しよそ者であるノアを規律を破って保護してくれた。ネオトピアの絶対規律には反発しており、ゲリラグループを組織している。ノアを保護したことで、ネオトピアの使者としてやってきた親友、ゲイル（立花慎之介）と衝突。説得を試みるも絶対規律の思想に洗脳されたゲイルには言葉届かず、幼馴染や仲間を殺害されてしまう。ゲイルとの一騎討ちで瀕死の重傷を負うが、見せしめの処刑に処するため治療される。その後、ネオトピアから脱走し、タスクに亡命。追撃の命を帯びたゼッドと出会い、ノアの安否を知る。ゼッドからノアを信じ帰るよう説得されるが、すでにノアは絶対規律に洗脳されており、言葉を交わす間もなく殺害されてしまった。

### ウルバークス
ヴェンダー
声 - 有本欽隆
ウルバークスの科学者。
ウルバークスのリーダー的存在で、ギンガ達の身体を機械化させた。風、火、水、地、闇、光とあらゆる属性のスピリットを人工的に融合させた複合体スピリット「エクスマキーナ」の開発に着手していた。左眼に眼帯をしており、自身も身体が機械化している。自身の研究のことしか考えておらず、高く評価してくれたタスクに簡単に寝返った。だが「アミル・ガウル」を操りそこねてしまい、見放された上研究所の崩壊に巻き込まれ、死亡する。
ギンガ
声 - 阪口大助
ウルバークスのシャードキャスター。
タスク出身。軽い性格の女好きで、ロイアのことも初対面から「ちゃん」づけで呼ぶ。ウルバークスの面々からも変わり者扱いされている風来坊。タスクに攻め込まれた際はテンプラーにシフティングしゼッドとロイアに助けを求めた。かつて上司であったデュケムに恋人カレン（洞内愛）を殺されたと思い込み、タスクを脱走。ウルバークス侵攻の際にデュケムと対峙するが、真実を知らされ放心状態に陥り、研究所の崩壊に巻き込まれた際右腕を失い、完全な義腕となる。タスカー復活の際に自身が完成させたエクスマキーナでタスカーと戦うも敗れてしまう。タスカー消滅後、自ら中心となってウルバークスの復旧に専念している。
所持するスピリットは「ゴリアテ」と人工スピリット「エクスマキーナ」。
ヘリック
声 - 立花慎之介
26歳。ウルバークスのシャードキャスター。
冷静沈着な性格だが、ネオトピアへの激しい憎悪の念を抱いている。1度ハイラム暗殺を実行するも失敗し、成し遂げるため一個小隊を率いてネオトピアへ潜入するが、部隊を絶滅させられ1人で帰還。キーラ（チェルシア）と交戦状態になり未完成品である「エクスマキーナ」を無断で持ち込みネオトピアで使用してしまい、暴走を止めようとするがエクスマキーナの攻撃を受け、ゼッドとサギリに看取られながら自ら犯した過ち（エクスマキーナを無断で使用した事）を悔やみながら死亡する。キーラ（チェルシア）の事を最期に妹だと理解した。所持するスピリットは「アルマス」。

### シーカーズ
ゲニム
声 - 中博史
シーカーズ幹部。
小柄な老人。シーカーズのリーダー的存在でサラにサギリをつれて来るよう命じた。
サラ
声 - 井上喜久子
42歳。ゼッドの母。カーム出身。
夫はゼッド出産前に死去。キースピリット「アミル・ガウル」に選ばれたため、ジーコにカームより誘拐されシャードキャスターとしての訓練を受けたが、真に選ばれていたのは、当時妊娠中のサラの中にいたゼッドだった。カームに帰された後、精神を病んで入院していたが、ゼッドが持っていた羽飾りを見た瞬間突如意識が戻り、シャードキャスターとして戦う。その後、シーカーズとしてネオトピアに現れ、サギリ、そして「プロニモ」とストゥーバに眠っていた「モナディ」を奪い去っていった。シーカーズに身を寄せるが、真の目的はキースピリットを全て集め、再び「アミル・ガウル」を操ることであり、選ばれたゼッドに愛憎を抱いている。アミル・ガウルを操ることで得られる恍惚と快感に取り付かれており、その快楽を得るために息子のゼッドすら謀殺しようとする。タスクにて命すら惜しくないという狂気の懇願で、ゼッドから再びアミル・ガウルを譲り受ける。強大な力を手にしてジーコを圧倒するが、拒絶反応で倒れる。今わの際にゼッドを守るために力を求めたことを思い出し、愛情を取り戻した。最後を看取ったロイアに「ありがとう」とゼッドへの伝言を残して死亡した。他人のシャードエネルギーを奪う技を使う。所持していたスピリットはキースピリット「プロニモ」「モナディ」。
サギリ
声 - 遠藤綾
10歳。放浪の民の娘。
素直で活発な少女。ジーモットで倒れていたノアを拾い、そのままノアに懐く。ノアがサチュラを暴走させ、放浪の民を全滅させた際には唯一生き残った。その後、ノアとともにネオトピアに移ったが、絶対規律の思想は理解できず、ノアを深く慕いつつも、ノアの変貌に戸惑っていた。ネオトピアの戦い末期である、ストゥーバでの攻防戦では、混乱に巻き込まれてサラに攫われてしまう。その後ゲニムに自身が王族の末裔であることを知らされ、「シーカーズの救世主」として敬われる。「救世主」の儀式の際、「シャディン」を入手した。しかし、行方不明になったノアを探すことを条件に、所持していたキースピリットをゼッドに手渡した。所持していたスピリットはキースピリット「シャディン」。
カーク
ゼッドの父。シーカーズ出身。
カームを偵察中に、潜伏していたタスク兵により負傷した所をサラに救われ結ばれた。しかしその傷がもとで、サラがゼッドを出産する前に死去した。

## スピリット・シャード

### キースピリット
アミル・ガウル
天使のような水色の男性的なシルエットをしたスピリット。常に目を閉じているが開眼可能。真の姿は金色の装甲のようなものを体の各部に付けている姿。属性は風。
翼を剣として使用または風圧で吹き飛ばしたり、風から槍を作って戦う。1度だけだが不死鳥のような姿（アビエイターフォーム）に変化した。その能力はキースピリットの中で最も高く、「最強のキースピリット」と呼ばれることもある。同時に他のキースピリットよりも拒絶反応が強い（物語開始後しばらくは本来の所有者のゼッドでさえ扱えなかった）。また、他の所有者に遷った場合やタスカーに融合された場合でもゼットの意志を優先する傾向がある。最終的には覚醒したゼッドと共にタスカーから分離。共にタスカーを圧倒し、撃破する。主な所持者はゼッド。
プロニモ
キースピリットで唯一赤い女性的なシルエットをしたスピリット。不完全な「プロニモ」と「ギルメ」が融合し、真の姿になる。属性は毒。
顔の右半分青い部分にエネルギーを溜めてビームを発射する攻撃を得意とする。また、腕を伸ばして攻撃したり、水色の小型爆弾のようなものを使って戦う。主な所持者はヒュー。
サチュラ
黒い男性的なシルエットをしたスピリット。手足の先は尖っている。属性は闇。
肩からチャクラムのような武器を射出して攻撃することを得意とする。また、腕を伸ばして相手を切り裂く攻撃もする。主な所持者はノア。
モナディ
細い目を6つ持っている水色の男性的なシルエットをしたスピリット。ネオトピアのストゥーバの下で眠っていた。属性は水。
ビームの矢を放つ攻撃を得意とする。また、眼からビームを射出したり、弓をブーメランのように投げ付けて相手を切り裂く攻撃をする。主な所持者はサラ。
シャディン
左胸に顔がある小太りな黄色の男性的なシルエットをしたスピリット。属性は地。
頭部の剣のようなものを地面に突き刺して衝撃を地走りのようにして攻撃する。主な所持者はサギリ→ゼッド。
デュナミス
腕が6つある神秘的で男性的なシルエットをしたスピリット。属性は火。
掌に穴が空いておりそこから火玉を射出して相手を攻撃する。主な所持者はミレッド。
タスカー
声 - 楠大典
同上の6体のキースピリットが融合する事で誕生する創造神。通常スピリットを使用不能にすることが可能。またスピリットで唯一自我を持つ。使用者はタスカーに体を乗っ取られる、もしくは吸収され自分の意志で動くことは不可能。「真の救世主」たる者だけが手にすることが出来る。最終的には、覚醒したゼッドにアミル・ガウル共々分離され、不完全となり少しも動けない状態で成長したゼッドとアミル・ガウルの猛攻を受け、かなり呆気なく倒されてしまった。
主な所持者はミレッド→ノア（ドルガー）→ゼッド。

### スピリット

#### テンプラー（スピリット）
ランボス
赤紫の長髪で鳥人の男性的なシルエットをしたスピリット。属性は火。
体術を駆使したり、口から炎を吐いたりして戦う。並のスピリットなら一撃で粉砕する力を秘めており、「アミル・ガウル」を除くキースピリットとほぼ互角に戦える。事実、アミル・ガウルとのタッグで、プロニモとモナディのタッグを退散させた事もある。アミル・ガウルを扱えなかった時のゼッドの主力で、アミル・ガウルを使いこなせるようになった後も多用されている。所持者はゼッド。
アプカレル
青色で上半身が人間、下半身がクラゲの女性的なシルエットをしたスピリット。属性は水。
左肩に装備されている小型ハープを弾きトゲを射出する攻撃を得意とする。また、触手のような脚で相手を締め付けたり、傘の部分を広げることで攻撃を防ぐことも可能。所持者はロイア。
ファイロン
西洋のドラゴンのような姿をしたスピリット。属性は火。口から吐く炎が最大の武器。所持者はジーコで、普段は杖の姿をしている。
ベラドンナ
黄色の女性の姿をしたスピリット。属性は雷。手足と頭頂部にある剣で敵を切り刻む。眼球は動かすことはできず、目線と首は常に同じ方向を向く。頭のデザインは冬虫夏草を元にしている。所持者はロベス。
アルマドル
アルマジロに似たユーモラスな外見のスピリット。所持者はミッキー。硬い甲羅と頭の大きな飾りが特徴。
スラグナ
胴体を青い甲冑で覆われたスピリット。所持者はデュマス→ミッキー。大きな槍で攻撃する。
ガーディアン
甲冑を身にまとった人型のスピリット。巨大な剣で大地を裂く。所持者はセバスチャン。

#### ジーモット（スピリット）
アリエル
金色の外見を持ち、雷で敵を攻撃する。遠隔操作が可能。所持者はレベッカ。デザインのモチーフはツタンカーメン。
マラキア
複数の丸い胴体を触手で繋いだような奇妙な外見をしたスピリット。所持者はヌデュー。
ソロモス
半魚人のようなスピリット。両手の鋭い爪と水流ブレスで敵を攻撃する。
ペンドラ
手先から分銅のようなものが伸びたスピリット。分銅のようなもので攻撃する他に、鋭い尻尾による刺突攻撃を行う。
クリーパー
水竜のようなスピリット。伸縮する舌で攻撃する。
ラグアント
巨大な口と太い四肢を持つスピリット。ジーモットのネオトピア侵攻時には人質となったネオトピア市民を処刑する為に使われた。所持者はグラウジオなど。

#### タスク（スピリット）
ガリュウ
右手に剣を持った竜騎士のようなスピリット。属性は火。剣による攻撃の他に口から火炎放射を放つ。所有者はジーム。
ガイザー
半魚人と昆虫を融合させたようなスピリット。属性は水。腕を素早く振り抜いて衝撃波を放つ。所持者はギトラ。
ドゥームブリッツ
雷雲に幾つもの口が付いたような奇怪な姿をしたスピリット。所持者はデュケム。
ザクーア
死神を連想させるような不気味な容姿をした、頭部が髑髏のスピリット。右目と両胸にある伸縮自在の角で相手を貫くことがてき、また腹部の眼球のようなパーツからビーム攻撃を行う。所持者はエルメイダ。

#### ネオトピア（スピリット）
フーナム
両の腕の代わりに数本の触手を持つスピリット。触手を相手の体に巻き付けたり、触手先端に生えたトゲを敵に突き立てたりして攻撃する。所有者はダイアナ。
ブーバリス
犬のような頭部とケンタウロスのような概観を持つスピリット。鋭い牙で相手に噛み付く攻撃を得意とする。所有者はキーラ。
モーフィアス
キュリアス
ペテリオス

#### ウルバークス（スピリット）
エクスマキーナ（未完成）
スピリットを複合して造られた人工スピリット。
かなり大型で異形と言える姿をしている。
ヘリックがウルバークスの研究所から無断で持ち出し使用するが、未完成故か発動してすぐに暴走した。
エクスマキーナ（完成）
エクスマキーナの完成体と思われる。
未完成体ほど大きくは無く機械的な外見をしている。
タスカーと互角に戦っていたように見えたが敗北した。所持者はギンガ。
ゲラノス
ゴリアテ
アルマス

## スタッフ
- 原作 - アニプレックス[2]
- 監督 - 神志那弘志[2]
- 助監督 - 長崎健司
- シリーズ構成 - 井上敏樹[2]
- メインキャラクターデザイン - 吉松孝博[2]
- 美術監督 - 金子英俊[2]
- プロダクションデザイン - 帝国少年[2]
- 色彩設計 - 堀川佳典
- 撮影監督 - 高橋宏司
- CG監督 - 八木寛文
- 編集 - 寺内聡、川河直樹
- 音楽 - 三宅純[2]
- 音響監督 - 本田保則[2]
- アニメーションプロデューサー - 篠原昭
- プロデューサー - 山川典夫、笹田直樹、鎌形英一
- アニメーション制作 - マッドハウス[2]
- 制作協力 - スタジオ・ライブ[2]
- 製作 - アニプレックス、アッパーデックジャパン、ドリームランチ、マッドハウス、テレビ東京、電通[2]

## 主題歌
オープニングテーマ
「Sanctuary」（第1話 - 第26話）
作詞 - mavie、ats- / 作曲・編曲 - ats- / 歌 - 玉置成実
「儚く強く」（第27話 - 第51話）
作詞 - 和田勉 / 作曲・編曲 - 江口亮 / 歌 - ユンナ
エンディングテーマ
「Very Very」（第1話 - 第13話）
作詞 - ゲンゲン / 作曲 - アッキー / 編曲 - アフロマニア、塚崎陽平 / 歌 - アフロマニア
「solar wind」（第14話 - 第26話）
作詞・作曲 - 西村晋弥 / 編曲 - シュノーケル、tasuku / 歌 - シュノーケル
「STAY GOLD」（第27話 - 第39話）
作詞・作曲・編曲・歌 - ライムライト
「世界の果てまで」（第40話 - 第51話）
作詞・作曲・歌 - 高田梢枝 / 編曲 - Tomi Yo

## 各話リスト
放送日はテレビ東京でのもの。
| 話数 | サブタイトル         | 脚本                | 絵コンテ     | 演出              | 作画監督                    | 総作画監督      | 放送日        |
| ---- | -------------------- | ------------------- | ------------ | ----------------- | --------------------------- | --------------- | ------------- |
| 1    | 運命の風             | 井上敏樹            | 神志那弘志   | 長崎健司          | 吉田大輔                    | -               | 2006年 4月2日 |
| 2    | 新しい世界           | 井上敏樹 石橋大助   | 神志那弘志   | 倉田綾子          | 山口真朱                    | -               | 4月9日        |
| 3    | 力を持つ者たち       | 犬飼和彦            | 宮本幸裕     | 宮本幸裕          | 繁田享                      | -               | 4月16日       |
| 4    | 風の決意             | 犬飼和彦            | 西村聡       | 原田孝宏          | 菊池愛                      | -               | 4月23日       |
| 5    | 戒律の国             | 犬飼和彦            | 佐藤真二     | 若林漢二          | 竹内杏子                    | 山口真朱        | 4月30日       |
| 6    | 早すぎた結末         | 犬飼和彦            | 堀之内元     | 宮本幸裕          | 繁田享                      | 山口真朱        | 5月7日        |
| 7    | 目覚めた思い         | 井上敏樹            | 長崎健司     | 水野健太郎        | 垪和等                      | 吉田大輔        | 5月14日       |
| 8    | 裏切りの行方         | 井上敏樹 犬飼和彦   | 佐藤真二     | 小田原男          | 山縣亜紀                    | -               | 5月21日       |
| 9    | 戦いのあと           | 井上敏樹 石橋大助   | 新留俊哉     | 柳瀬雄之          | 輿石暁                      | -               | 5月28日       |
| 10   | 孤独な王女           | 井上敏樹 石橋大助   | 新留俊哉     | 原田孝宏          | 菊池愛                      | -               | 6月4日        |
| 11   | 陰謀の予感           | 滝晃一              | 新留俊哉     | 小田原男          | 岩瀧智                      | -               | 6月11日       |
| 12   | 真実への前進         | 井上敏樹            | サトウシンジ | 早川啓二          | 坂巻貞彦                    | -               | 6月18日       |
| 13   | 疾走する力           | 井上敏樹            | 中村賢太郎   | 長崎健司          | 山口真朱                    | -               | 6月25日       |
| 14   | 力の誘惑             | 犬飼和彦            | 長崎健司     | 繁田享            | 繁田享                      | -               | 7月2日        |
| 15   | 小さな宝物           | 犬飼和彦            | 西村聡       | 柳瀬雄之          | 輿石暁                      | 菊池愛          | 7月9日        |
| 16   | 悲劇の民             | 横手美智子          | 佐藤雄三     | 原田孝宏          | 竹内杏子                    | -               | 7月16日       |
| 17   | 届かぬ願い           | 犬飼和彦            | 新留俊哉     | 鈴木孝聡          | Kim Yu-chean You Seung-hee  | 吉田大輔 菊池愛 | 7月23日       |
| 18   | 消えない祈り         | 横手美智子          | 矢野博之     | 米田和博          | 山口真朱                    | -               | 7月30日       |
| 19   | 暗黒の地             | 井上敏樹            | 早川啓二     | 早川啓二          | 坂巻貞彦                    | -               | 8月6日        |
| 20   | 再会                 | 井上敏樹            | 吉田徹       | 繁田享            | 繁田享                      | -               | 8月13日       |
| 21   | 拭えぬ思い           | 犬飼和彦            | 新留俊哉     | 石川敏浩          | You Seung-hee               | 吉田大輔        | 8月20日       |
| 22   | 記憶の迷路           | 犬飼和彦            | 藤澤俊幸     | 西村大樹          | 輿石暁                      | 菊池愛          | 8月27日       |
| 23   | 絆                   | 犬飼和彦            | サトウシンジ | 原田孝宏          | 竹内杏子                    | -               | 9月3日        |
| 24   | 幸せの黄色いシャード | 古怒田健志          | 隆一郎       | 鈴木孝聡          | Zang Sung-ho                | 吉田大輔 菊池愛 | 9月10日       |
| 25   | 戦いの序章           | 犬飼和彦            | 藤澤俊幸     | 長崎健司 原田孝宏 | 山口真朱                    | -               | 9月17日       |
| 26   | 孤独な記憶           | 犬飼和彦            | 長崎健司     | 長崎健司          | 菊池愛 山口真朱             | -               | 9月24日       |
| 27   | 戦士たち             | 井上敏樹 犬飼和彦   | 新留俊哉     | 繁田享            | 繁田享                      | -               | 10月1日       |
| 28   | 存在の証             | 井上敏樹            | 早川啓二     | 早川啓二          | 坂巻貞彦                    | -               | 10月8日       |
| 29   | すれ違う友情         | 井上敏樹 犬飼和彦   | 矢野博之     | 石川敏浩          | 柳昇希                      | 菊池愛          | 10月15日      |
| 30   | 対決                 | 井上敏樹 犬飼和彦   | 吉田徹       | 大野和寿          | 竹内杏子                    | -               | 10月22日      |
| 31   | 野望の代償           | 井上敏樹 古怒田健志 | 藤澤俊幸     | 西村大樹          | 輿石暁                      | 菊池愛          | 10月29日      |
| 32   | 国家の思惑           | 井上敏樹 犬飼和彦   | 長崎健司     | 鈴木孝聡          | You Seung-hee               | 吉田大輔 菊池愛 | 11月5日       |
| 33   | 失われた輝き         | 井上敏樹 古怒田健志 | 福田道生     | 原田孝宏          | 山口真朱                    | -               | 11月12日      |
| 34   | 巻き起こる戦火       | 井上敏樹 古怒田健志 | 藤澤俊幸     | 繁田享            | 繁田享                      | -               | 11月19日      |
| 35   | 生贄となる者         | 井上敏樹 古怒田健志 | 早川啓二     | 早川啓二          | 坂巻貞彦                    | -               | 11月26日      |
| 36   | よみがえる翼         | 井上敏樹 犬飼和彦   | 矢野博之     | 石川敏浩          | Sou Jung-duk                | -               | 12月3日       |
| 37   | 首都陥落             | 井上敏樹 犬飼和彦   | 佐藤雄三     | 中村賢太郎        | 竹内杏子                    | -               | 12月10日      |
| 38   | 終わりなき戦い       | 井上敏樹 古怒田健志 | 藤澤俊幸     | 西村大樹          | 輿石暁                      | 菊池愛 吉田大輔 | 12月17日      |
| 39   | 開眼                 | 井上敏樹 古怒田健志 | 隆一郎       | 原田孝宏          | 山口真朱                    | -               | 12月24日      |
| 40   | 狙われた力           | 井上敏樹 古怒田健志 | 新留俊哉     | 長崎健司          | You Seung-hee               | 菊池愛          | 2007年 1月7日 |
| 41   | 囚われた思い         | 井上敏樹 古怒田健志 | 吉田徹       | 繁田享            | 繁田享                      | -               | 1月14日       |
| 42   | 小さな救世主         | 井上敏樹 犬飼和彦   | 早川啓二     | 早川啓二          | 坂巻貞彦                    | -               | 1月21日       |
| 43   | 明かされた真実       | 井上敏樹 犬飼和彦   | 福田道生     | 大野和寿          | 林祐一郎                    | -               | 1月28日       |
| 44   | 解けない呪縛         | 井上敏樹 犬飼和彦   | 矢野博之     | 原田孝宏          | 竹内杏子                    | -               | 2月4日        |
| 45   | 篭城の少女           | 井上敏樹 古怒田健志 | 藤澤俊幸     | 西村大樹          | 輿石暁                      | 菊池愛 吉田大輔 | 2月11日       |
| 46   | 決断の地へ           | 井上敏樹 古怒田健志 | 長崎健司     | 長崎健司          | 山口真朱                    | -               | 2月18日       |
| 47   | 迷える救世主         | 井上敏樹 犬飼和彦   | 吉田徹       | 石川敏浩          | You Seung-hee Cho Young-joe | 菊池愛 吉田大輔 | 2月25日       |
| 48   | 降臨                 | 井上敏樹 犬飼和彦   | 福田道生     | 繁田享            | 繁田享                      | -               | 3月4日        |
| 49   | 母と子               | 井上敏樹 古怒田健志 | 倉田綾子     | 倉田綾子          | 林祐一郎                    | -               | 3月11日       |
| 50   | 永遠の絆             | 井上敏樹 古怒田健志 | 福田道生     | 長崎健司          | 山口真朱 竹内杏子           | -               | 3月18日       |
| 51   | 風吹く場所へ         | 井上敏樹 犬飼和彦   | 神志那弘志   | 立川譲            | 吉田大輔 菊池愛             | -               | 3月25日       |

## ネット局
| 放送期間（または、放送体制） | 放送時間         | 放送局         | 対象地域       | 備考           |
| ---------------------------- | ---------------- | -------------- | -------------- | -------------- |
| 2006年4月2日 - 2007年3月25日 | 日曜 8:30 - 9:00 | テレビ東京     | 関東広域圏     | 製作局         |
|                              |                  | テレビ北海道   | 北海道         |                |
|                              |                  | テレビ愛知     | 愛知県         |                |
|                              |                  | テレビ大阪     | 大阪府         |                |
|                              |                  | テレビせとうち | 岡山県・香川県 |                |
|                              |                  | TVQ九州放送    | 福岡県         |                |
| 遅れネット                   | 日曜 6:30 - 7:00 | 東日本放送     | 宮城県         | テレビ朝日系列 |

## ソフト展開
DVD全13巻。第1章「運命の風」（1 - 4巻）、第2章「再会の時」（5 - 8巻）、第3章「永遠の絆」（9 - 13巻）に分けられている。
各巻映像特典として、「DVD版次回予告」が収録されている。コメディ色が強く、テイストとしては同社製作の『鋼の錬金術師』DVDの特典映像「裏鋼」を模しており、第31話のものは「ハガレン」のパロディになっている。

## 牙トレーディングカードゲーム
アッパーデックジャパン製作のTCG。第5弾まで発売されたが、アニメの展開終了に伴いTCGの展開も終了した。1弾につき1BOX30パック入り。1パック5枚入り。全80種類

### エキスパンション
- 牙トレーディングカードゲーム ブースターパック 
  - 2006年7月28日発売
- 牙トレーディングカードゲーム 第2弾 〜シャードの絆〜
  - 2006年10月27日発売
- 牙トレーディングカードゲーム 第3弾 〜覚醒の力（めざめたちから）〜
- 牙トレーディングカードゲーム第4弾〜嵐の刻（あらしのとき）〜
- 牙 トレーディングカードゲーム 第5弾 〜運命の鍵〜
  - 2007年7月13日発売